# Grb Angvile
Grb Angvile primjenjuje se od 1980. godine. Sastoji se od tri dupina, koji iskaču iz mora. Dupini su narančaste boje i predstavljaju izdržljivost, jedinstvo i snagu, a njihov položaj u krugu simbolizira kontinuitet.
Plava pozadina grba predstavlja more, ali i nadu, mladost i vjeru. Bijela je pozadina simbol mira.
Ovaj se grb nalazi i na zastavi Angvile.